# New Babylon
New Babylon is een gebouwencomplex aan de noordoostzijde van station Den Haag Centraal in Den Haag. Het is onderdeel van een groot bouwproject dat Den Haag Nieuw Centraal (DHNC) heet.

## Ontwerp
Het door architectenbureau Meyer en Van Schooten ontworpen New Babylon neemt de plaats in van het Babylon-complex. Dit 'oude' Babylon-gebouw was in 1978 gereed gekomen en bestond uit kantoren, een hotel, winkelcentrum en een bioscoop. Het is slechts deels afgebroken, werd gerenoveerd en uitgebreid en zo bijna deels omsloten door twee woontorens. Bij het hotel is de oorspronkelijke gevel nog zichtbaar tussen twee V-vormige betonnen constructies.
New Babylon bestaat uit enkele winkels op de begane grond, kantoren, de twee woontorens en het hotel. De noordkant van het complex wordt gemarkeerd door een 102 m hoge woontoren, de 'Park Tower'. Aan de zuidkant staat de 142 meter hoge 'City Tower'. Deze woontoren wordt bekroond door een 16 meter hoge vlaggenmast, de hoogste van Nederland.
De City Tower won in 2011 een van de vijftien Cobouw Awards voor het beste project in de categorie woningbouw.

## Herkomst naam
De naam New Babylon refereert behalve aan het eerdere gebouw ook aan het antikapitalistische visionaire kunstproject New Babylon dat in de periode 1959-1974 door beeldend kunstenaar Constant (1920-2005) werd bedacht en ontworpen en dat veel invloed heeft gehad op architecten. Constant op zijn beurt werd geïnspireerd door het boek Homo ludens, waarin auteur Johan Huizinga een toekomstige maatschappij beschrijft waarin alle arbeid volledig geautomatiseerd is en waardoor de mensen een overvloed aan vrije tijd hebben. Constants New Babylon is een wereldomspannende toekomstvisie waarin de mensen bevrijd zijn van lichamelijke arbeid en zich volledig kunnen wijden aan creatief werk.
Veel van de maquettes, plastieken en tweedimensionale kunstwerken van Constants New Babylon-project zijn in het bezit van Kunstmuseum Den Haag en daar te bezichtigen.

## Eigenaren
New Babylon was oorspronkelijk een project van een joint venture van vastgoedondernemer Erik de Vlieger en ABN Amro Bouwfonds. De Rotterdamse vastgoedontwikkelaar Fortress nam het aandeel van de Vlieger over en Bouwfonds werd overgenomen door SNS Reaal. In 2014 werd SNS Reaal's Property Finance voor €1 volledig eigenaar van het complex.
New Babylon was het grootste Nederlandse project uit de portefeuille van SNS Reaal. In december 2015 verkocht Propertize, de nieuwe naam voor SNS Reaal's Property Finance, haar belang aan vastgoedbelegger Victory Advisors. Naast de twee kantoortorens en het winkelcentrum van New Babylon heeft deze belegger ook de WKO-installatie verworven die warmte en koude levert aan New Babylon.